# Moteur Iveco Tector
Ne doit pas être confondu avec le camion IVECO Tector.
Tector est un type de moteur pour autobus, autocars et camions IVECO. La première série de moteurs Tector est sortie en 2000 dans le modèle Iveco EuroCargo. Ces moteurs adoptent la codification usine F4AE. On retrouve les mêmes moteurs pour d'autres utilisateurs sous la dénomination NEF.

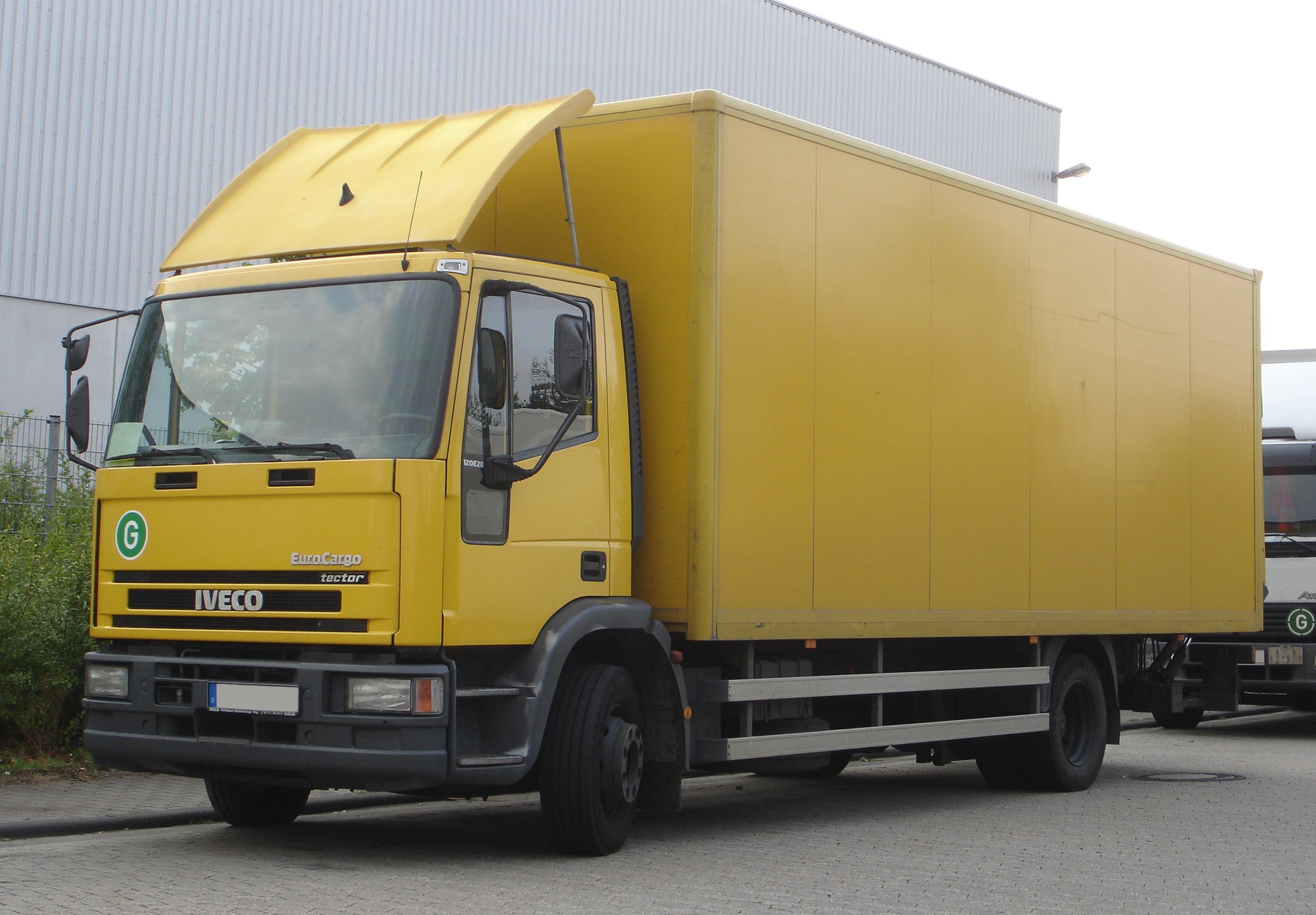
IVECO EuroCargo 2e série avec moteur Tector.

Le moteur Tector est un moteur à combustion interne fabriqué par Fiat-Iveco Powertrain depuis 2000.
À ne pas confondre avec le camion Iveco Tector, variante du modèle européen Iveco EuroCargo, produit dans les usines Iveco d'Amérique du Sud, Argentine et Brésil et qui est également équipé des moteurs Tector.
Tector représente une large famille de moteurs composée de versions avec quatre et six cylindres en ligne, allant de 3,9 à 6,7 litres de cylindrée.

## Historique
Il faut remonter à 1996, année de la signature d'un accord de coopération entre les sociétés italiennes, filiales du groupe Fiat S.p.A., Iveco Motors et Fiat-New Holland et le motoriste américain Cummins qui s'unissent pour développer ensemble une nouvelle génération de moteurs diesel polyvalents de moyenne puissance pour usage routier et industriel. Le 2 mai 1996, ils créent European Engine Alliance, (67 % au groupe Fiat et 33 % à Cummins), une société où les études sont menées en commun, chacun ensuite fabriquant une ou plusieurs variantes de cette nouvelle famille de moteurs diesel.
En 2000, IVECO le premier, présente au grand public les nouveaux moteurs à 4 et 6 cylindres baptisés Iveco Tector 40 et 60. Ils animent la 2e série des camions de moyen tonnage Iveco EuroCargo Euro 3, norme imposée à l'époque.
En 2001, Cummins lance la fabrication et la commercialisation de ces mêmes moteurs sous sa marque.
En 2002, Iveco Motors commercialise deux nouvelles versions des Tector 40 et 60 avec cylindrée améliorée, les modèles 45 et 67 pour les machines Off Road conformes à la norme d'émissions Tier 2. Très vite, ces moteurs sont aussi adaptés aux véhicules routiers conformes à la norme Euro 5.
En 2004, un modèle fonctionnant au gaz naturel, carburant cher au groupe italien qui est leader mondial dans ce domaine depuis fort longtemps, est commercialisé, le Tector 60 GNC. Il va équiper le dernier né de la gamme Iveco EuroCargo CNG et les midibus de la marque.
En 2008, le partenaire américain Cummins vend sa participation et EEA est intégré dans FPT-Fiat Powertrain Technologies.
En 2013, la branche moteurs industriels de FPT est séparée de la branche moteurs automobiles et devient Fiat Powertrain Industrial. Toute la gamme des moteurs Tector est rendue conforme à la norme Euro 6c pour les moteurs destinés aux véhicules routiers et Tier 4B pour un usage industriel ou agricole.
En 2015, une version du modèle Tector 67 est commercialisée avec le système HI-eSCR (breveté par FPT Industrial) qui permet au moteur de ne pas utiliser d'EGR donc d'additif AdBlue.
Entre 2000 et 2017, plus de 1,3 million de moteurs Tector/NEF ont été produits. En plus du transport routier, ces moteurs sont aussi très utilisés dans les matériels pour l'agriculture, la construction, l'industrie, le secteur nautique et la génération d'énergie, par les filiales du groupe Fiat comme par de très nombreux constructeurs étrangers dans le monde.
Les moteurs Tector/NEF Euro 5 et 6 sont disponibles en version 4 ou 6 cylindres, avec une cylindrée allant de 4,0 à 7,0 litres. Les Tector/NEF 60 sont également disponibles en version gaz naturel. Tous les moteurs sont personnalisables avec une multitude d'options de carters d'huile, transmissions, radiateurs, filtres à air et silencieux.
Fleuron du groupe Fiat, cette gamme a été conçue pour offrir de très hautes performances aux équipements et matériels qui en sont dotés pour travailler dans des conditions extrêmes avec de très faibles coûts d'exploitation et une productivité maximale. Depuis la fusion de toutes les activités « moteurs » des sociétés du groupe Fiat Industrial dans la filiale Fiat Powertrain Industrial, les moteurs Tector sont commercialisés aux autres constructeurs sous l'appellation NEF. La référence Tector est réservée au constructeur IVECO.
Cette famille de moteurs remplace la gamme des moteurs Fiat 8040.45 quatre cylindres en ligne et Fiat 8060.45 L6 six cylindres en ligne qui les ont précédés sur les camions et autobus de la marque et commercialisés sous la marque AIFO pour les matériels fixes ou mobiles livrés aux différents constructeurs étrangers.

## Tectortype F4AE

### Première série Tector 40 / 60
Cette première livrée de moteurs comprend deux gammes à 4 et 6 cylindres en ligne avec plusieurs niveaux de puissance pour chacun d'eux :
- Tector 40 - 4 cylindres de 3 922 cm3 (102 × 120 mm), remplace à partir de 2001 le moteur 4 cylindres Fiat-Iveco 8040.45 Euro 3 de 3 908 cm3 développant 136 ch DIN à 2 700 tr/min avec un couple de 420 N m à 1 400 tr/min ;
- Tector 60 - 6 cylindres de 5 883 cm3 (102 × 120 mm), injection directe Common Rail, remplace à partir de 2001 le moteur 6 cylindres Fiat-Iveco 8060.45 L6 Euro 3 de 5 861 cm3 développant 207/230 ch DIN.

### Deuxième série Tector 45 / 67
Cette 2e série vient compléter la gamme précédente :
- Tector 45 - 4 cylindres de 4 485 cm3 (104 × 132 mm) ;
- Tector 67 - 6 cylindres de 6 728 cm3 (104 × 132 mm) ;
- Tector 60 CNG - 6 cylindres 5 883 cm3 (102 × 120 mm).

### Caractéristiques de la gamme Tector Common Rail
| Type           | Cylindrée (cm3) | Puissance kW (ch DIN) à tr/min | Couple N m à tr/min | Émissions |
| -------------- | --------------- | ------------------------------ | ------------------- | --------- |
| Tector 40 F4AE | 3 922           | 103 (140) à 2 700              | 460 à 1 200         | Euro 5    |
| Tector 40 F4AE | 3 922           | 118 (160) à 2 700              | 530 à 1 200         | Euro 5    |
| Tector 40 F4AE | 3 922           | 130 (177) à 2 700              | 570 à 1 200         | Euro 5    |
| Tector 40 F4AE | 3 922           | 134 (180) à 2 700              | 610 à 1 300         | Euro 5    |
| Tector 45      | 4 485           | 118 (160) à 1 950/2 500 -      | 580 à 1 200/1 900   | Euro 6c   |
| Tector 45      | 4 485           | 137 (186) à 1 950/2 500 -      | 680 à 1 200/1 900   | Euro 6c   |
| Tector 45      | 4 485           | 152 (207) à 1 950/2 500 -      | 750 à 1 200/1 900   | Euro 6c   |
| Tector 60      | 5 883           | 135 (184) à 1 950/2 700        | 650 à 1 200/2 000   | Euro 5    |
| Tector 60      | 5 883           | 160 (218) à 1 950/2 700        | 680 à 1 200/2 000   | Euro 5    |
| Tector 60      | 5 883           | 185 (252) à 1 950/2 700        | 850 à 1 200/2 000   | Euro 5    |
| Tector 60      | 5 883           | 205 (280) à 1 950/2 700        | 950 à 1 200/2 000   | Euro 5    |
| Tector 60      | 5 883           | 220 (300) à 1 950/2 700        | 1 050 à 1 200/2 000 | Euro 5    |
| Tector 60 NG   | 5 883           | 147 (200) à 2 700 -            | 680 à 1 250         | Euro 5    |
| Tector 67      | 6 728           | 162 (220) à 1 900/2 500        | 800 à 1 200/1 950   | Euro 6c   |
| Tector 67      | 6 728           | 185 (252) à 1 950/2 500        | 850 à 1 200/1 950   | Euro 6c   |
| Tector 67      | 6 728           | 206 (280) à 1 900/2 500        | 1 000 à 1 200/2 000 | Euro 6c   |
| Tector 67      | 6 728           | 235 (320) à 1 900/2 500        | 1 100 à 1 200/2 000 | Euro 6c   |

Tous ces moteurs sont également disponibles dans les versions destinées :
- aux matériels agricoles ;
- aux engins de travaux publics ;
- à la marine ;
- aux postes fixes : pompes industrielles, générateurs d'énergie, etc.

## Versions Tector CNG / Natural Power
Le constructeur italien a utilisé, depuis sa création en 1899, le gaz sous toutes ses formes (gaz naturel, GPL, méthane, etc.), comme carburant alternatif à l'essence et au diesel pour tous ses véhicules sauf les camions. C'est à partir de 1998, soit depuis plus de 20 ans, que les bureaux d'études du groupe Fiat ont lancé ce défi et ont acquis une expérience précieuse avec plus de 40 000 moteurs fonctionnant au gaz naturel. Aujourd'hui, FPT Industrial est un pionnier en la matière et est le leader mondial incontesté dans ce domaine. C'est, en effet, le seul constructeur au monde à proposer une gamme complète de moteurs fonctionnant au gaz naturel, avec des puissances allant de 136 à 460 ch DIN (et bientôt 500 ch) pour toutes les applications routières mais aussi industrielles fixes et mobiles. Une gamme qui ne demande qu'à s’agrandir dans le futur. Tous les moteurs Fiat Powertrain peuvent fonctionner également avec du bio-méthane, ce qui leur permet d'être homologués avec des niveaux d’émission de CO2 très proches de zéro.
FPT Industrial propose également des solutions compactes pour les véhicules industriels camions et autobus avec le Tector 60 NP mais aussi les véhicules lourds avec le Cursor NP et les utilitaires légers Iveco Daily avec le moteur F1 NP.
Pour les poids lourds de 6 à 18 tonnes, le moteur Tector N60 Natural Gas est la solution la plus compacte et la plus efficace. Ce moteur six cylindres en ligne d'une cylindrée de 6 L développe une puissance élevée, pouvant atteindre 200 ch DIN à 2 700 tr/min avec un couple élevé de 700 N m à 1 400 tr/min, quelle que soit la charge et le parcours. Par comparaison avec son équivalent Diesel, il permet des économies de carburant pouvant aller jusqu’à 30 %.
Au cours de ces vingt dernières années, FPT Industrial est devenu également un pionnier novateur dans le secteur de l’agriculture, en équipant le premier tracteur à biométhane de la filiale du groupe Fiat pour l'agriculture Case New Holland d’un moteur spécialement conçu pour ce domaine d’application.
Le moteur FPT Industrial Tector/NEF 6 cylindres Natural Gas développe des performances similaires à celles de son équivalent Diesel, en termes de puissance, couple, durabilité et d’intervalles de maintenance, permettant ainsi aux utilisateurs finaux la même application sur le terrain. Comparé à un moteur Diesel, le moteur Tector/NEF 6 cylindres NG permet une réduction de 10 % des émissions de CO2 et de 80 % des émissions polluantes globales. Sa combustion optimisée augmente l’efficacité du moteur et réduit les coûts d’exploitation de 10 à 30 % par rapport au moteur Diesel. Il abaisse également de 5 dB le niveau des vibrations et des bruits.

## Utilisation des Tector/NEF

### Chez Iveco
Toute la gamme des moteurs Tector est utilisée pour la motorisation des camions de la gamme Iveco Eurocargo depuis la deuxième série lancée en 2001 et produite par les usines IVECO en Europe, en Amérique du Sud et en Asie.
Plusieurs modèles d'autobus diesel, CNG et hybrides des gammes Iveco Citelis, Crealis et Urbanway, les autocars de ligne Iveco Crossway ainsi que les châssis pour autobus et autocars CC118E20, CC118E22 et CC170E22 en sont équipés depuis 2005.

### Chez d'autres constructeurs
| Variante              | Type                                         | Marque                          | Modèle       |
| --------------------- | -------------------------------------------- | ------------------------------- | ------------ |
| Tector/NEF 45 HI-eSCR | Grues téléscopiques                          | Sennebogen Maschinenfabrik GmbH | Série 613E   |
| Tector/NEF 45 HI-eSCR | Engins de TP                                 | Liebherr                        |              |
| Tector/NEF 45 HI-eSCR | Balayeuses                                   | Bucher Municipal (Suisse)       | Citycat 5006 |
| Tector NEF 60 NG      | Transports en commun et Groupes électrogènes | Modasa (Pérou)                  |              |
| Tector NEF 45 / 67    | Engins forestiers                            | Tigercat (Canada),              |              |
| Tector NEF 45 / 67    | Groupes électrogènes                         | Teksan (Turquie)                |              |
| Tector NEF 67 HI-eSCR | Machines agricoles                           | Claas (Allemagne)               | AXION 800    |
| Tector NEF 67 HI-eSCR | Moteur marin                                 | Mercury Marine (États-Unis)     |              |
| Tector NEF 67 HI-eSCR | Groupes électrogènes                         | Himoinsa (Espagne)              | HRFW 200 T5  |

## Gamme FPT Tector/NEF actuelle
- N 40 - Euro 5 - 4 cylindres en ligne de 3 922 cm3 (102 × 120 mm) - 103/118/130/134 kW soit 140/160/177/182 ch DIN à 2 700 tr/min - couple 460/530/570/610 N m à 1 200 tr/min.
- N 45 HI-eSCR - Euro 6c - 4 cylindres en ligne de 4 485 cm3 (104 × 132 mm) - 118/137/152 kW soit 160/186/207 ch DIN à 2 500 tr/min - couple 580/680/750 N m à 1 250 tr/min.
- N 60 - Euro 5 - 6 cylindres en ligne de 5 883 cm3 (102 × 120 mm) - 135/160/185/205/220 kW - 184/218/252/280/300 ch DIN à 2 700 tr/min - couple 650/680/850/950/1 050 N m à 1 250 tr/min.
- N 60 NG - Euro 5 - 6 cylindres en ligne de 5 883 cm3 (102 × 120 mm) - 147 kW / 200 ch DIN à 2 700 tr/min - couple 650 N m à 1 250 tr/min.
- N 67 HI-eSCR - Euro 6c - 6 cylindres en ligne de 6 728 cm3 (104 × 132 mm) - 162/185/206/235 kW soit 220/252/280/320 ch DIN à 2 500 tr/min - couple 800 / 850 / 1 000 / 1 100 N m à 1 250 tr/min.

Note : le système HI-eSCR permet au moteur de ne pas utiliser d'EGR donc d'additif ADBlue. Il n'y a donc aucune période d'arrêt pour assurer la régénération du système.